# Valbuena de Duero
Valbuena de Duero es una localidad de la provincia de Valladolid, Castilla y León, España. Dentro del municipio se encuentra la pedanía de San Bernardo. Limita al norte con Villafuerte de Esgueva, Amusquillo, Villaco, Castroverde de Cerrato y Fombellida, al este con Pesquera de Duero, al sur con Quintanilla de Arriba y Quintanilla de Onésimo y al oeste con Olivares de Duero y Castrillo-Tejeriego. Pertenece a la comarca de Campo de Peñafiel.

## Historia

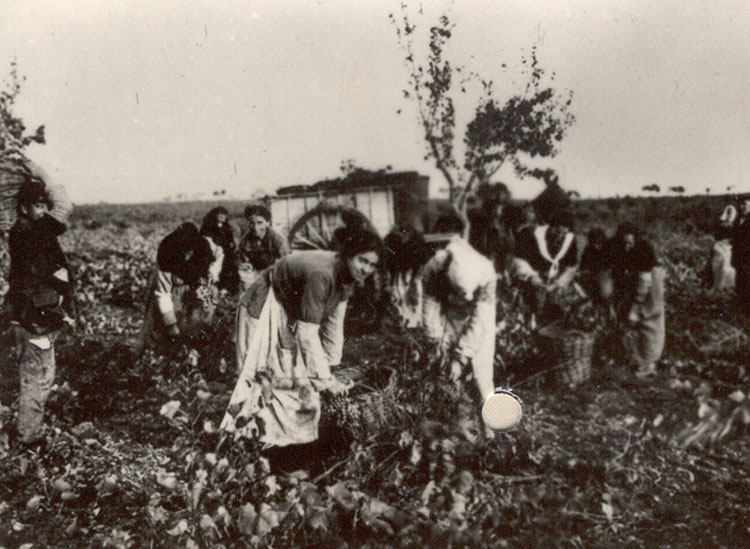
Vendimia en el campo, principios del.

Fue uno de los municipios donde más pronto se hizo la concentración parcelaria, dándose el contrasentido de que, en los años 1950, por un lado el Servicio de Concentración Parcelaria estaba concentrando las parcelas y por el otro El Instituto Nacional de Colonización estaba dividiendo la finca de San Bernardo en lotes, para acoger a los colonos. La Explotación Agrícola Monte Alto, alrededor de 1965, fue la primera ganadería española en obtener la titulación para vender Leche Certificada.

## Geografía
Integrado en la comarca de Campo de Peñafiel, se sitúa a 39 kilómetros de Valladolid. El término municipal está atravesado por la carretera nacional N-122, en el pK 323, y por carreteras locales que conectan con Pesquera de Duero, Olivares de Duero y con la carretera provincial VA-101 que une Peñafiel con Villafuerte.
El relieve del municipio está definido por la ribera derecha del Duero al sur y por los páramos del Esgueva al norte. El arroyo Jaramiel discurre por el noreste. La altitud oscila entre los 892 metros (pico Toralbo) y los 730 metros a orillas del Duero. El pueblo se alza a 738 metros sobre el nivel del mar. 
| Noroeste: Castrillo-Tejeriego    | Norte: Villafuerte, Villaco y Castroverde de Cerrato | Noreste: Fombellida y Piñel de Abajo               |
| Oeste: Olivares de Duero         |                                                      | Este: Pesquera de Duero                            |
| Suroeste: Quintanilla de Onésimo | Sur: Quintanilla de Arriba                           | Sureste: Pesquera de Duero y Quintanilla de Arriba |

## Geografía humana

### Demografía
Cuenta con una población de 399 habitantes (INE 2024).
| Gráfica de evolución demográfica de Valbuena de Duero entre 1842 y 2021 |
| |
| Población de derecho según los censos de población del INE Población de hecho según los censos de población del INEEn este censo se denominaba Valbuena: 1842 Entre el censo de 1857 y el anterior, crece el término del municipio porque incorpora a 475011 (Mombiedro). |

| 1900 | 1910 | 1920 | 1930 | 1940 | 1950 | 1960 | 1970 | 1981 | 1991 | 2001 | 2011 | 2014 | 2016 | 2022 |
| 838  | 1017 | 1058 | 1093 | 998  | 1217 | 1377 | 1008 | 611  | 501  | 525  | 499  | 482  | 478  | 411  |

## Patrimonio

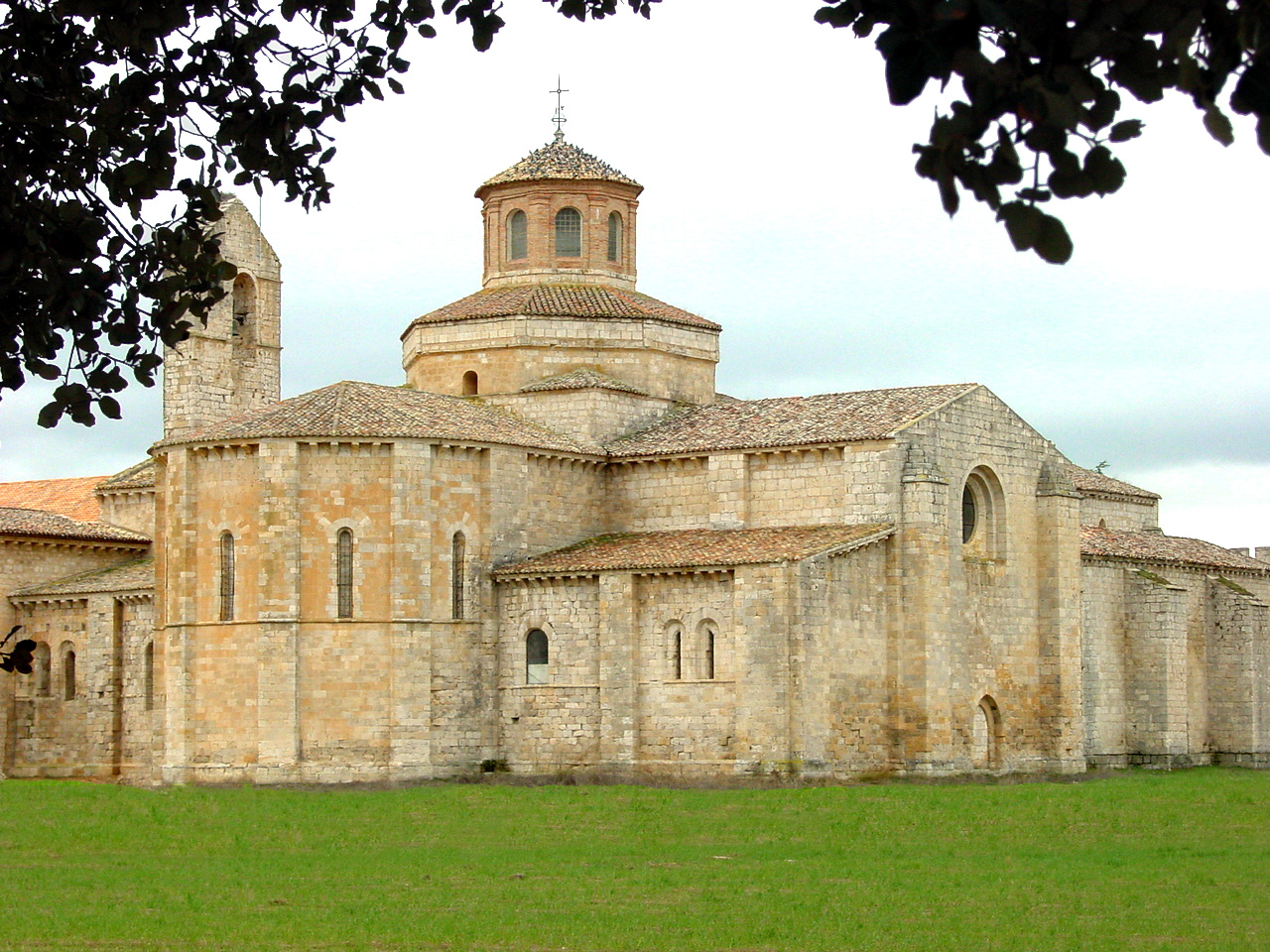
Monasterio de Santa María de Valbuena.

- Iglesia parroquial de Santa María la Mayor del Castillo

Construida en piedra en los siglos XVI y XVII. Interior de dos naves, separadas por pilares, que soportan arcos de medio punto. Coro alto a los pies. Acceso al templo por una portada en el lado de la Epístola, en arco de medio punto. En la cabecera, torre de dos cuerpos, construida en piedra y ladrillo.
- Ermita de San Roque

Construida en piedra en el siglo XVII. De una sola nave, cubierta con bóveda de arista. Acceso por una portada, a los pies, en arco de medio punto. Frente a la fachada de entrada se conserva una cruz de piedra de la misma fecha.
- Muralla de Valbuena de Duero

Toda la villa estuvo rodeada de murallas. De aquellas, sólo se conserva el Arco de acceso a la villa, adosado, por un lado, al muro oeste de la iglesia parroquial de Santa María la Mayor del Castillo y, por el otro lado, al Ayuntamiento de Valbuena de Duero. También se conservan algunos restos en un solar cercano y en el interior del ayuntamiento.
- Monasterio de Santa María de Valbuena

Fundado alrededor de 1143 por Estefanía Armengol, hija de Armengol V (1078-1102), conde de Urgel, y de María hija del conde Ansúrez (1037-1118), señor de Valladolid, fue la casa madre de otros monasterios cistercienses: Rioseco en 1148 (Burgos), Bonaval en 1164 (Guadalajara) y Palazuelos en 1169 (Valladolid).
Al monasterio pertenecían, dentro de los que hoy es el término de Valbuena: Mombiedro, Jaramiel, Castillo de Cisla y Villanueva.
Entre 1820 y 1823 el barón de Kerssel, Carlos Kessl, compró: 11 100 ha, una casa y seis almacenes del antiguo monasterio de bernardos. En 1848 por 250 000 reales, que era el precio de tasación, compró el edificio del monasterio. Poco después se lo vendió a Juan Pardo, a cuya familia lo compró el Instituto Nacional de Colonización, salvo el monasterio. Éste fue adquirido, más tarde, por el Arzobispado de Valladolid, que lo ha cedido a la Fundación Las Edades del Hombre para sede permanente.